# Vilalba dels Arcs
Vilalba dels Arcs település Spanyolországban, Tarragona tartományban. Vilalba dels Arcs Batea, Riba-roja d'Ebre, La Pobla de Massaluca, Gandesa, Corbera d'Ebre és La Fatarella községekkel határos. Lakosainak száma 608 fő (2024).

## Népesség
A település népessége az elmúlt években az alábbi módon változott:
| Lakosok száma | 279  | 1772 | 999  | 971  | 808  | 726  | 721  | 682  | 625  | 608  |
|               | 1717 | 1900 | 1940 | 1960 | 1986 | 2005 | 2010 | 2014 | 2019 | 2024 |